# Хемус Троян
„Хемус“ е мебелно предприятие в Троян. Предприятието е било винаги в дървопреработвателната промишленост на страната.

## История
През 1935 г., четирима са основателите, поставили началото на малко предприятие с около 40 работници и няколко дървопреработващи машини, наречено СД „Хемус“. Сградите и помещенията са в съответствие с времето си.
През 1947 г. се създава Държавно индустриално предприятие „Хемус“, което обединява няколко занаятчийски работилници.
През 1959 г. е реализиран първият износ на 15000 стола. 
През 1968 г. завод „Хемус“ от Тодор Живков е открит новия завод с модерни сгради и технологични линии. До 1989 година завод „Хемус“ е основен производител на столове за бита.
След 1989 г. „Хемус“ е приватизиран от. През 1996 г. е продаден за 8 долара на акция с мажоритарен собственик Александър Грос (САЩ).
През 2008 г. „Хемус“ изпада в несъстоятелност, обявен е във фалит, дейността е прекратена, а той е обявен за продажба.
През през 2014 г. фамилията Мондешки купува на търг активите на троянския мебелен завод „Хемус Троян“ на търг, организиран от Райфайзенбанк.
През 2018 г. заводът „Хемус Троян“ е възроден и възстановява производството на мебели, за да продължи традицията в производството на мебели от масив, типично за гр. Троян.